# Pense e Enriqueça
Pense e Enriqueça, também traduzido como Quem pensa enriquece, foi escrito em 1937 por Napoleon Hill e vendido como um livro de realização pessoal e auto-aperfeiçoamento. Hill escreveu que foi inspirado por uma sugestão de Andrew Carnegie, influente magnata de negócios e filantropista. Ainda que o título do livro e muito de seu conteúdo trate sobre como enriquecer, o autor insiste que a filosofia presente no livro pode ajudar pessoas no alcance de qualquer objetivo que elas possam imaginar.
O livro foi publicado durante a Grande Depressão. Em 1970, quando Hill faleceu, Pense e Enriqueça já havia atingido a marca de mais de 20 milhões de cópias vendidas , e em 2011 atingiu a incrível marca de mais de 70 milhões de cópias vendidas em todo o mundo. Pense e Enriqueça continua sendo o livro mais vendido de Napoleon Hill.

## Conteúdo
O conteúdo de Pense e Enriqueça é baseado no trabalho anterior de Hill, A Lei do Triunfo, que, segundo o autor, é o resultado de mais de 20 anos de estudo analisando indivíduos que acumularam fortunas pessoais.
Hill estudou seus hábitos e desenvolveu 16 “leis” que devem ser aplicadas para a conquista do sucesso. Pense e Enriqueça as condensa, dando ao leitor 13 princípios na forma da “Filosofia da Conquista”. Mark Hansen, co-autor do livro Canja de Galinha para a Alma, disse que o tempo mostrou que duas das leis/princípios possuem especial importância: 1) O príncipio da Master Mind e 2) A necessidade de um Objetivo-Chefe Definido. 
O livro afirma que desejo, unido a fé e persistência, pode levar o indíviduo a realizar qualquer feito, desde que este possa se livrar de pensamentos negativos e manter o foco em seu objetivo.
Os 13 “passos” enumerados no livro são: 1. Desejo 2. Fé 3. Auto-Sugestão 4. Conhecimento Especializado 5. Imaginação 6. Planejamento Organizado 7. Decisão 8. Persistência 9. Poder da Master Mind 10. O Mistério da Transmutação Sexual 11. O Subconsciente 12. O Cérebro 13. O Sexto Sentido
Diversos cursos foram criados baseados no conteúdo e nos princípios de Pense e Enriqueça.